# Fort Mitchell
Fort Mitchell é uma cidade localizada no estado americano de Kentucky, no Condado de Kenton.

## Demografia
Segundo o censo americano de 2000, a sua população era de 8089 habitantes.
Em 2006, foi estimada uma população de 7554, um decréscimo de 535 (-6.6%).

## Geografia
De acordo com o United States Census Bureau tem uma área de
8,1 km², dos quais 8,1 km² cobertos por terra e 0,0 km² cobertos por água.

## Localidades na vizinhança
O diagrama seguinte representa as localidades num raio de 4 km ao redor de Fort Mitchell.